# Karl Friedrich Gottlieb zu Castell-Remlingen
Karl Friedrich Gottlieb Graf und Herr zu Castell-Remlingen (auch Carl Friedrich Gottlieb; * 16. April 1679 in Mannheim; † 9. Mai 1743 in Hamburg) war von 1709 bzw. 1717 bis 1743 Herrscher der Grafschaft Castell. Er teilte sich die Herrschaft mit seinen Halbbrüdern Wolfgang Georg II., August Franz Friedrich und Ludwig Friedrich. Daneben war er in militärischen Diensten der Markgrafen von Ansbach, später dem Kurfürsten von Sachsen.

## Die Grafschaft vor Karl Friedrich Gottlieb
Vor der Herrschaft des Grafen Karl Friedrich Gottlieb stand in Castell die Spaltung in zwei Linien, die im Laufe des 16. Jahrhunderts vollzogen worden war. Die Grafen von Castell-Rüdenhausen hatten ihre Residenzen in Wiesenbronn und Rüdenhausen, während ihre Verwandten der Grafen von Castell-Remlingen in Castell und Remlingen saßen. Hierdurch war das Herrschaftsgebiet gespalten und dem Dreißigjährigen Krieg des 17. Jahrhunderts noch schutzloser ausgeliefert.
Unter den Vorgängern des Karl Friedrich Gottlieb, die Linie Remlingen war in zwei Landesportionen gespalten worden, forcierte man den Wiederaufbau der zerstörten Gebiete und die Wiederansiedlung der dezimierten Bevölkerung. Des Weiteren orientierten sich die Grafen zu den größeren Herrschaften der Umgebung und begannen hier weitere repräsentative Posten in der Verwaltung einzunehmen. Mit Graf Friedrich Magnus hielt auch die Tradition Einzug, eine militärische Laufbahn einzuschlagen.

## Leben
Karl Friedrich Gottlieb wurde am 16. April 1679 als ältester Sohn von Graf Wolfgang Dietrich und seiner ersten Frau Dorothea, geborene Freiin zu Limpurg-Sontheim, in Mannheim geboren. Der Graf hatte fünf jüngere Schwestern, von denen jedoch nur drei das Erwachsenenalter erreichten. Im Jahr 1693 heiratete der Vater erneut. Die Halbbrüder, die aus dieser Verbindung hervorgingen regierten später zusammen mit Karl Friedrich Gottlieb die Grafschaft.
Zunächst genoss der junge Graf eine Ausbildung durch Hauslehrer. Beim Hantieren mit Pistolen durch einen Ausbilder wurde er durch einen Schuss in den Unterleib verletzt, die Kugel blieb stecken. Die Kugel musste durch den Rücken entfernt werden. Nach seiner Genesung ging er zum Studium im niederländischen Den Haag. Dann kehrte er für ein Jahr nach Hause zurück und blieb dann anderthalb Jahr in Straßburg. Nach der Beendigung seines Studiums trat Karl Friedrich Gottlieb im Jahr 1701 in die Dienste der Markgrafschaft Ansbach. Er erhielt im Infanterieregiment Ansbach eine Kompanie, der Oberst Seckendorf war Kommandeur. Er ging um Juni 1701 nach Holland, wurde aber im Oktober zurückbeordert und nach Italien geschickt. Im Januar 1702 kehrte er mit dem Markgrafen zurück. Im April war er wieder beim Regiment, das seiner Zeit im Maastricht in Garnison lag. Das Regiment nahm im Rahmen des Spanischen Erbfolgekrieges mit dem holländischen General Coehoorn an den Belagerungen von Venlo und Roermond teil. Anschließend kam er nach Roermond in Garnison. 1703 zog er an den Rhein und wurde zum Oberstleutnant befördert. 1704 kämpfte er unter Duke of Marlborough in der Schlacht bei Höchstädt. Castell kommandierte nun das Regiment in Abwesenheit von Seckendorf. Er befand sich im ersten Treffen, seine Stiefelkappen, sein Rock und sein Hut wurden durchlöchert. Anschließend kam er zur Belagerung von Landau und war Teil einer Truppe von 6000 Mann, die Saarburg besetzen sollten. Nachdem das erfolgreich bewerkstelligt wurde, kam er nach Trier in die Winterquartiere. 1705 kämpfte er bei Turlemont und verbrachte den Winter 1705 in Lüttich. Dort blieb er auch 1706 und 1707 in Garnison, 1707 wurde er auch zum Oberst im Regiment ernannt. 1708 kämpfte er bei Oudenaarde. Er wurde verletzt und blieb einige Zeit in Lille (Ryssel) und wieder nach Lüttich. 1709 befand er sich bei der Belagerung von Dornick, der Schlacht bei Malplaquet und der Belagerung von Mons. Er kehrte 1710 nach Hause zurück, um sein Erbe anzutreten. Im März kehrte er nach Brabant zurück und kam mit seinen Regiment zu einem Observationskorps. Er stand bei den Belagerungen von Douoy, Bethime, Aix und St.Venant, 1711 bei der Belagerung von Buchhaim. Im Winter war er wieder in Lüttich. Am 12. Januar 1712 traf er den Kaiser Karl VI. in Kitzingen, um ihm seiner Aufwartung zu machen. Aber nach dem Frieden von Utrecht im Jahr 1713 kehrte das Regiment zurück.
Der Markgraf überließ das Regiment dem Kurfürsten Augusts II., so kam es in polnisch-sächsische Dienste. Das Regiment kämpft nun im Nordischen Krieg. Castell wurde am 9. Juli 1713 zum Generalmajor befördert. Er ging mit dem Regiment nach Polen und 1715 nach Pommern, wo es an der Belagerung von Stralsund teilnahm. Beim Sturm auf die Contrescarpe wurde er durch eine Musketenkugel am Kopf schwer verletzt, 6 Wochen musste er behandelt werden. Anschließend kam das Regiment nach Polen, um Aufständische zu bekämpfen. Nach dem Frieden kehrte er über Danzig zurück nach Sachsen und von dort in seine Grafschaft nach Franken.
Am 1. Oktober 1728 ernannte man ihn zum Generalleutnant, 1730 befand er sich dann im Zeithainer Lustlager. 1732 wurden alle Generäle zusammengerufen und Castel erhielt sein Standquartier in Freyberg. 1733 wurde er Stadtkommandant von Dresden. Das Jahr 1736 brachte für Karl Friedrich Gottlieb die Ernennung zum Ritter des St.-Heinrichs-Ordens. Im Jahr 1740 wurde der Graf Gouverneur von Leipzig, gleichzeitig ernannte man ihn zum General der Infanterie.
Am 9. Mai 1743 starb Karl Friedrich Gottlieb Graf und Herr zu Castell-Remlingen in Hamburg. Er wurde in Itzehoe bestattet.

## Ehe und Nachkommen
Graf Karl Friedrich Gottlieb heiratete im Jahr 1721 seine entfernte Verwandte Gräfin Friederike Eleonore zu Castell-Rüdenhausen. Mit ihr hatte er sieben Kinder, von denen allerdings nur fünf das Erwachsenenalter erreichten. Als Nachfolger wurde der Zweitgeborene Christian Adolf Friedrich Gottlieb aufgebaut.
- Christiane Charlotte Friederike (* 5. September 1722 in Remlingen; † 22. Dezember 1773 in Altona); verh. mit Graf Christian Günther zu Stolberg-Stolberg
- Franziska Henriette Eleonore (* 7. Januar 1725 in Remlingen; † 27. November 1806 in Abtswind)
- Friedrich August Gottlieb (* 2. Januar 1729 in Castell; † 24. März 1738 in Rüdenhausen)
- Katharina Hedwig (* 25. Oktober 1730 in Rüdenhausen; † 17. Januar 1781 in Castell)
- Friederike Luise Amöna (* 24. Juli 1732 in Remlingen; † 21. August 1802 in Breitenburg)
- Christian Adolf Friedrich Gottlieb (* 22. Februar 1736 in Dresden; † 11. Juli 1762 in Hamburg)
- Johanna Elisabeth Henriette (* 16. Januar 1738; † 7. Januar 1739)[3]